# Frenchboro
Frenchboro és una població dels Estats Units a l'estat de Maine (EUA). Segons el cens del 2000 tenia 38 habitants.

## Demografia
Segons el cens del 2000, Frenchboro tenia 38 habitants, 18 habitatges, i 12 famílies. La densitat de població era de 3,1 habitants/km².
Dels 18 habitatges en un 11,1% hi vivien nens de menys de 18 anys, en un 61,1% hi vivien parelles casades, en un 0% dones solteres, i en un 33,3% no eren unitats familiars. En el 22,2% dels habitatges hi vivien persones soles el 22,2% de les quals corresponia a persones de 65 anys o més que vivien soles. El nombre mitjà de persones vivint en cada habitatge era de 2,11 i el nombre mitjà de persones que vivien en cada família era de 2,5.
Per edats la població es repartia de la següent manera: un 18,4% tenia menys de 18 anys, un 10,5% entre 18 i 24, un 21,1% entre 25 i 44, un 39,5% de 45 a 60 i un 10,5% 65 anys o més.
L'edat mediana era de 44 anys. Per cada 100 dones de 18 o més anys hi havia 158,3 homes.
La renda mediana per habitatge era de 38.125 $ i la renda mediana per família de 45.000 $. Els homes tenien una renda mediana de 25.625 $ mentre que les dones 0 $. La renda per capita de la població era de 21.050 $. Cap de les famílies i el 7,1% de la població estaven per davall del llindar de pobresa.